# Amon Simutowe
Amon Simutowe (ur. 6 stycznia 1982 w Ndoli) – zambijski szachista, arcymistrz od 2009 roku.

## Kariera szachowa
W szachy gra od 10. roku życia. W niedługim czasie zaczął odnosić spektakularne sukcesy, zwyciężając w mistrzostwach kraju juniorów do lat 21 (1995) oraz zdobywając tytuł indywidualnego mistrza Zambii (1996). W 1999 i 2000 roku dwukrotnie zajął I miejsca w mistrzostwach Afryki juniorów. Dzięki osiągniętym w tych zawodach wynikom (odpowiednio 12 pkt z 13 partii i 11 pkt z 11 partii) otrzymał przydomek „Rekin znad Zambezi” (ang. The Zambezi Shark). Również w 2000 osiągnął duży sukces w postaci dzielonego II miejsca w mistrzostwach świata juniorów do lat 20 w Erywaniu (za Lazaro Bruzonem, m.in. wraz z Kamilem Mitoniem, Karenem Asrianem i Władimirem Małachowem). W 2001 roku otrzymał tytuł Sportowca Roku w swoim kraju. W następnych latach brał udział w wielu międzynarodowych turniejach rozgrywanych na całym świecie, sukcesywnie podnosząc swój poziom. W 2003 r. zdobył brązowy medal indywidualnych mistrzostw Afryki, natomiast w 2007 r. zwyciężył w kołowym turnieju w Arnhem i wypełnił trzecią, ostatnią normę arcymistrzowską. W 2008 r. zajął II m. (za Wadimem Małachatko) w Marcy-l’Étoile oraz podzielił II m. (za Tigranem Gharamianem, wspólnie z Rainerem Buhmannem i Wasilijem Sikulą) w Belvedere Marittimo, natomiast w 2009 r. zwyciężył w Mariańskich Łaźniach i w turnieju South African Open Chess Championship oraz zajął II m. (za Ante Brkiciem) w Zagrzebiu.
Trzykrotnie wystąpił w pucharowych turniejach o mistrzostwo świata, za każdym razem przegrywając pojedynki w I rundach:
- 2000 Nowe Delhi – z Krishnanem Sasikiranem[7],
- 2001 Moskwa – z Ilią Smirinem[8],
- 2004 Trypolis – z Ivanem Sokolovem[9].

W latach 2000–2008 czterokrotnie reprezentował Zambię na szachowych olimpiadach (za każdym razem na I szachownicy). W swoim debiucie uzyskał wynik 8 pkt w 10 partiach, dzięki któremu otrzymał srebrny medal olimpijski.
Najwyższy ranking w dotychczasowej karierze uzyskał 1 kwietnia 2009 r., z wynikiem 2486 punktów zajmował wówczas 1. miejsce wśród szachistów zambijskich.
W 2009 r. został pierwszym w historii urodzonym w Czarnej Afryce szachistą, który otrzymał tytuł arcymistrza.